# Lieja-Bastogne-Lieja 1995
La Lieja-Bastogne-Lieja 1995 fou la 81a edició de la clàssica ciclista Lieja-Bastogne-Lieja. La cursa es va disputar el diumenge 16 d'abril de 1995, sobre un recorregut de 261,5 km, i era la quarta prova de la Copa del Món de ciclisme de 1995. El suís Mauro Gianetti (Polti-Granarolo-Santini) s'imposà en solitari en l'arribada a Ans, amb quinze segons d'avantatge per davant d'un quartet trio perseguidor que arribà 15 segons rere seu. Els italians Gianni Bugno (MG Maglificio-Technogym) i Michele Bartoli (Mercatone Uno-Saeco-Magniflex) acabaren segon i tercer respectivament.

## Classificació general
|    | Ciclista                   | Equip                         | Temps      |
| -- | -------------------------- | ----------------------------- | ---------- |
| 1  | Mauro Gianetti (SUI)       | Polti-Granarolo-Santini       | 6h 38' 25" |
| 2  | Gianni Bugno (ITA)         | MG Maglificio-Technogym       | + 15"      |
| 3  | Michele Bartoli (ITA)      | Mercatone Uno-Saeco-Magniflex | + 15"      |
| 4  | Laurent Jalabert (FRA)     | Once                          | + 15"      |
| 5  | Francesco Casagrande (ITA) | Mercatone Uno-Saeco-Magniflex | + 1' 24"   |
| 6  | Lance Armstrong (USA)      | Motorola Cycling Team         | + 3' 04"   |
| 7  | Claudio Chiappucci (ITA)   | Carrera-Tassoni               | + 4' 45"   |
| 8  | Rolf Sørensen (DEN)        | MG Maglificio-Technogym       | + 4' 45"   |
| 9  | Heinz Imboden (SUI)        | Refin-Mobilvetta              | + 4' 45"   |
| 10 | Maarten den Bakker (NED)   | TVM-Polis Direct              | + 10' 10"  |